# Alianza Liberal Nicaragüense
La Alianza Liberal Nicaragüense es un partido político de Nicaragua, el partido con más votos en las elecciones presidenciales del 5 de noviembre de 2006, después del FSLN. Fue fundada en el 2006 por Eduardo Montealegre y otros disidentes del Partido Liberal Constitucionalista quienes se oponían al control que ejercía sobre dicho partido el expresidente Arnoldo Alemán (sentenciado a 20 años de cárcel por corrupción), oponiéndose también a “El Pacto” entre Arnoldo Alemán y Daniel Ortega del FSLN. El candidato vicepresidencial del ALN fue el antiguo sandinista Fabricio Cajina. 
Realizó una alianza con el minoritario Partido Conservador de Nicaragua, que aunque pequeño, tiene relevancia histórica formando las siglas ALN-PC. 
Fue conocido por el nombre de Movimiento de Salvación Liberal hasta el 2006. Diferentes partidos se unieron a la ALN, como el Movimiento Democrático Nicaragüense (MDN), el Partido Social Conservador (PSOC) y la Alianza por la República (APRE). El candidato de la ALN-PC, Eduardo Montealegre, obtuvo el segundo lugar con 28% de los votos, por debajo de Daniel Ortega, el candidato preferido por Hugo Chávez y Fidel Castro, consiguiendo 23 diputados de 92 en la Asamblea Nacional. Eduardo Montealegre se postuló como candidato de PLC a la alcaldía de Managua en las elecciones del 2008. La pérdida de las elecciones ocasionó un caos enorme en el país.
El partido es fuertemente apoyado por la embajada de los Estados Unidos en Managua.

## Resultados electorales

### Elecciones presidenciales
|  | 29.00 % |

|  | 0.40 % |

|  | 4.31 % |

|  | 3.15 % |